# 藤原憲房
藤原 憲房（ふじわら の のりふさ、生年不詳 - 延久5年10月7日（1073年11月8日））は、平安時代後期の貴族。藤原北家勧修寺流、大宰大弐・藤原惟憲の子。官位は正四位下・尾張守。

## 経歴
関白・藤原頼通の身近に仕え、その家司的存在であった。長元9年（1036年）後一条天皇が崩御すると、その葬儀において棺を担いでいる。また、藤原道長の土御門殿に隣接して父の藤原惟憲が構えていた近衛の邸宅を憲房は伝領していたが、この邸宅は長暦3年（1039年）内裏が火災に遭った際に章子内親王が避難し、のちに上東門院（藤原彰子）も遷御した。
この間、後一条朝後半に丹後守、後朱雀朝前半に讃岐守と受領を歴任しているが、これは藤原頼通の家司的存在であったことに依るところが大きかったと見られる。しかし、長久元年（1040年）讃岐国の貢進物の未済・徴集問題、および、官物徴集を巡った国司・郡司・百姓の対立が太政官に持ち込まれる。結局、後朱雀天皇が不当に高率な官物過徴を理由に国司の交代を判断し、憲房は讃岐守を解任されてしまった。
後冷泉朝の永承6年（1051年）皇后・藤原寛子の皇后宮大進に任ぜられると、左衛門権佐を経て、天喜元年（1053年）五位蔵人に補せられた。
天喜5年（1057年）阿波守に転じると、のち尾張守を務めるなど、後冷泉朝後半から後三条朝初頭にかけて再び受領を務めている。位階は正四位下に至った。
延久5年（1073年）10月7日卒去。

## 官歴
- 長元5年（1032年） 4月19日：見丹後守[10]
- 長暦3年（1039年） 6月27日：見讃岐守[5]
- 長久元年（1040年） 6月8日：解讃岐守[11]
- 永承6年（1051年） 2月：皇后宮大進（皇后・藤原寛子）[12]
- 天喜元年（1053年） 2月7日：五位蔵人、左衛門権佐如元、見正五位下[13]
- 天喜5年（1057年） 11月28日：阿波守、元蔵人右衛門権佐、見正五位下[14]
- 治暦2年（1066年） 正月22日：見前讃岐守、四位[15]
- 延久元年（1069年） 4月29日：見尾張守[16]
- 時期不詳：正四位下[17]
- 延久5年（1073年） 10月7日：卒去[17]

## 系譜
注記のないものは『尊卑分脈』による。
- 父：藤原惟憲
- 母：藤原美子（藤原親明の娘） - 後一条天皇乳母
- 妻：藤原兼輔の娘
  - 男子：藤原敦憲
  - 男子：藤原敦房
  - 男子：藤原敦輔
- 生母不詳の子女
  - 男子：円憲
  - 女子：源高実妻
  - 女子：源顕康室
  - 女子：